# Olenecamptus palawanus
Olenecamptus palawanus là một loài bọ cánh cứng trong họ Cerambycidae.